# KOPO Csapat Állatvédő Jogvédelmi Egyesület

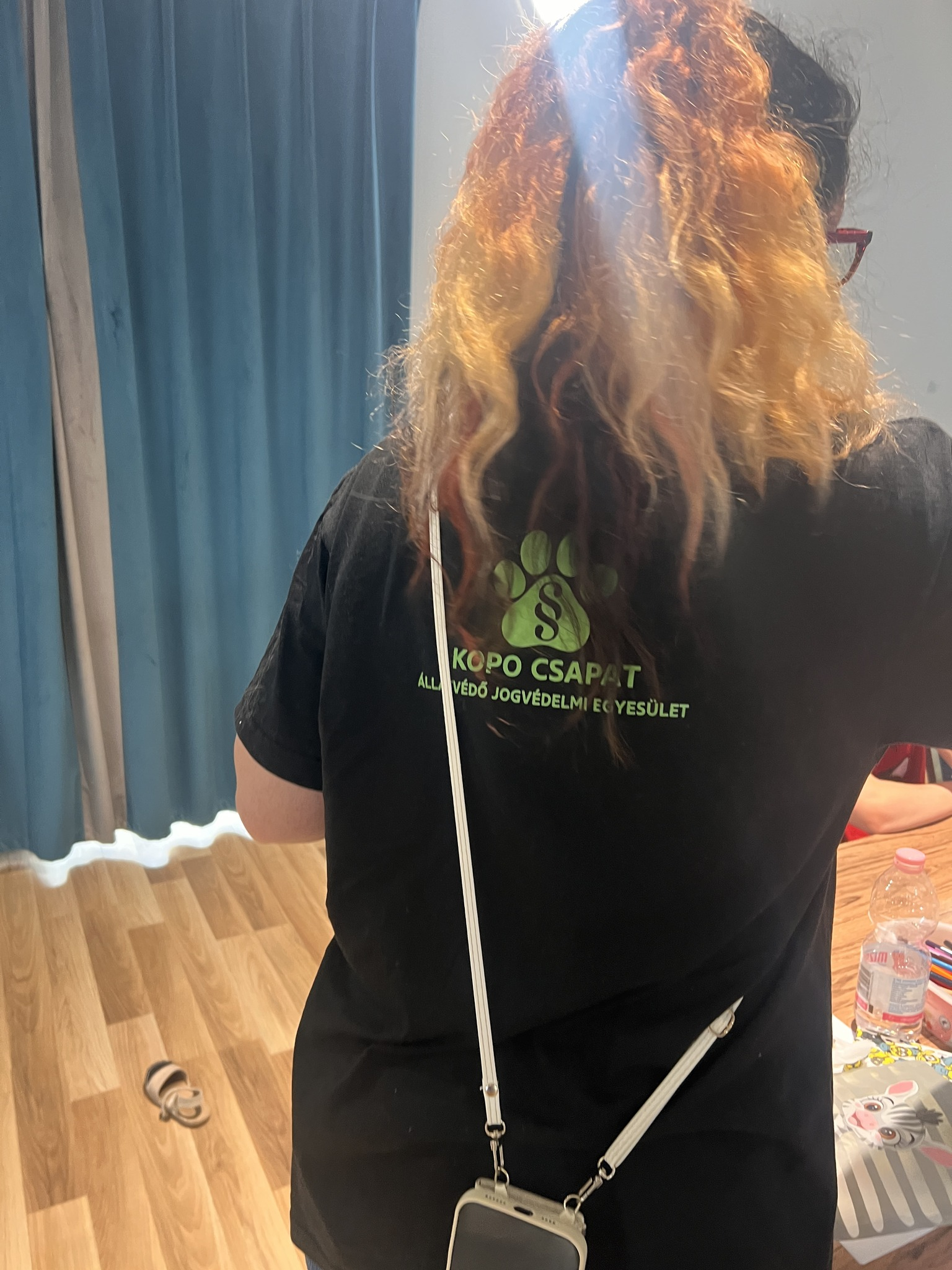

## Egyesület alapítása és céljai
A KOPO CSAPAT Állatvédő Jogvédelmi Egyesület  létrehozásának célja az volt, hogy a Miskolci Egyetem Állam- és Jogtudományi Karán szerzett állatvédelmi szakjogászi ismereteket gyakorlatban is hasznosíthassák, és kézzelfogható eredményeket érjenek el az állatvédelem területén.
Közös nevezőként mindannyiukat az állatok iránti elkötelezettség és szeretet motivál. Többen közülük saját otthonukban is többféle állattal élnek együtt – jelenleg összesen húsz állatról gondoskodunk nap mint nap.
Egyesületük célja nemcsak a saját állataik jólétének biztosítása, hanem mindazon állatok védelme is, akik nem kapják meg a megfelelő ellátást és törődést. E cél érdekében kiemelten fontosnak tartják az alapismeretek minél szélesebb körű terjesztését, valamint a társadalomban még mindig jelen lévő, elavult állattartási szokások megváltoztatását.
Hiszik, hogy a felelős állattartásra való nevelést már gyermekkorban el kell kezdeni. Céljuk, hogy a jövő állattartói tisztában legyenek azzal: az állattartás nemcsak öröm, hanem komoly felelősség is, amely időt, törődést, anyagi ráfordítást és elkötelezettséget igényel.
Véleményük szerint valódi változások csak akkor érhetők el, ha az állatvédelmi ismereteket közelebb viszik az emberekhez – tájékoztató anyagokkal, ismeretterjesztő programokkal és tematikus projektekkel.
Kiemelt figyelmet fordítanak az állatkínzás és az állatokkal szembeni bántalmazás problémakörére is, amely hazánkban továbbra is komoly gondot jelent. Álláspontuk szerint e kihívásokat hatékonyan a jogszabályok következetes alkalmazásával, közigazgatási hatósági intézkedésekkel (pl. állatvédelmi bírság, állattartástól eltiltás), valamint büntetőjogi szankciókkal (pl. szabadságvesztés) lehet kezelni.
Ennek érdekében jogsegély szolgálatot biztosítunk azon magánszemélyek és szervezetek számára, akik hatósági eljárás megindításán gondolkodnak, vagy kérdésük merül fel az állatvédelmi jog alkalmazásával kapcsolatban.

## Történet
Az egyesület alapításának gondolata 2023-ban fogalmazódott meg négy állatvédelmi szakjogász együttműködéséből, akik közösen szerettek volna tenni a hazai állatvédelem jogi és gyakorlati erősítéséért. Céljuk egy olyan szakmai közösség létrehozása volt, amely hidat képez a jogalkalmazók, a civil szervezetek, az állattartók és a hatóságok között.
Az első szakmai rendezvényre 2023. november 18-án került sor, „Állatvédelem a gyakorlatban – gyakorlati állatvédelem” címmel. A konferencia fő témája a mindennapi állatvédelmi problémák megoldása volt, különös tekintettel a jogalkalmazás gyakorlati kérdéseire.
2024. március 23-án újabb tematikus konferenciát tartottak Gyakorlati állatvédelem – különös tekintettel az egzotikus állatokra címmel. Az esemény kiemelt figyelmet szentelt az egzotikus fajok tartásának szabályozási és etikai kérdéseire, valamint az illegális állatkereskedelem problémáira.
Az egyesület hivatalos bejegyzése 2024. július 25-én történt meg. Ez a fontos állomás lehetőséget teremtett a szervezet számára a hosszú távú működésre, szakmai programok, együttműködések és pályázatok indítására.
2025. április 26-án szervezték meg harmadik országos konferenciájukat FELSZÁMOLVA! – Állatvédelem aktuális eseményei címmel, amely a hatósági intézkedések, telepfelszámolások és az ezek során ellátásra szoruló állatok helyzetére fókuszált.
2025. június 15-én az egyesület első ízben rendezte meg az Állatvédelmi Családi Napot a budapesti Bikás parkban. Az esemény célja az volt, hogy közelebb hozza a felelős állattartás kérdését a nagyközönséghez játékos, oktató és közösségépítő programok segítségével.
2025 júliusában elindították saját hírportáljukat, ahol friss cikkekkel jelentkeznek az állat-, természet- és környezetvédelem témáiban.
Ugyanezen hónap 15-én megjelent a KOPO Állatbarát Magazin első száma is, amelynek célja a felelős állattartás népszerűsítése, valamint a jogi és gyakorlati állatvédelmi tudás közérthető formában való átadása.